# Discovery Science
Discovery Science a fost un canal de televiziune deținut de Warner Bros. Discovery, specializat în difuzare de programe bazate pe stiință populară și tehnologie. 
Discovery Science a fost lansat în 2002 în România, sub numele Discovery Sci-Trek.